# ZEW – Leibniz-Zentrum für Europäische Wirtschaftsforschung

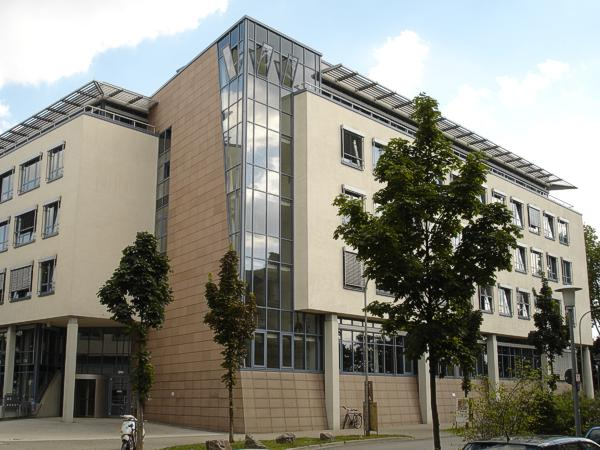
Hauptgebäude des ZEW im Quadrat L7

Das ZEW – Leibniz-Zentrum für Europäische Wirtschaftsforschung in Mannheim ist ein Wirtschaftsforschungsinstitut in der Wissenschaftsgemeinschaft Gottfried Wilhelm Leibniz (WGL). Es steht unter der Leitung des Präsidenten Achim Wambach und der kaufmännischen Geschäftsführerin Claudia von Schuttenbach. Das ZEW ist laut RePEc-Rangliste eines der führenden europäischen Wirtschaftsforschungsinstitute. Aktuell beschäftigt das ZEW 183 Mitarbeiter, davon 111 Wissenschaftler (Stand: 31. Dezember 2024).

## Geschichte
Die Gründung des ZEW erfolgte 1990, die wissenschaftliche Arbeit begann am 1. April 1991. Gründungsdirektoren waren Heinz König, wissenschaftlicher Direktor und Ernst-O. Schulze, kaufmännischer Direktor. 2005 wurde das Forschungsinstitut Mitglied der Leibniz-Gemeinschaft. Von 1997 bis 2013 war Wolfgang Franz Präsident des ZEW. Sein Nachfolger wurde Clemens Fuest. Achim Wambach übernahm das Amt des Präsidenten im April 2016.

## Gliederung und Ziele
Organisatorisch gliedert sich das ZEW in sieben Forschungsbereiche:
- Altersvorsorge und nachhaltige Finanzmärkte
- Arbeitsmärkte und Sozialversicherungen
- Digitale Ökonomie (ehemals Forschungsbereich Informations- und Kommunikationstechnologien)[6]
- Innovationsökonomik und Unternehmensdynamik
- Marktdesign[7]
- Unternehmensbesteuerung und Öffentliche Finanzwirtschaft
- Umwelt- und Klimaökonomik

und zwei Forschungsgruppen:
- Gesundheitsmärkte und Gesundheitspolitik[8]
- Ungleichheit und Verteilungspolitik[9].

Das ZEW verfolgt mit seiner Forschung zwei zentrale Ziele:
- politikrelevante Forschung
- wissenschaftlich fundierte Politikberatung

Der übergreifende Forschungsleitgedanke am ZEW ist die ökonomische Analyse und das Design funktionstüchtiger Märkte und Institutionen in Europa. Die Kompetenz des ZEW liegt insbesondere im Bereich der angewandten Mikroökonometrie und bei berechenbaren allgemeinen Gleichgewichtsmodellen. Die Wissenschaftler des ZEW vermitteln ihre Forschungsergebnisse zum einen auf wissenschaftlichen Konferenzen und in Fachzeitschriften. Zum anderen geben sie diese aber auch über Studien, Publikationsreihen und Weiterbildungsveranstaltungen an die Öffentlichkeit weiter.
Besondere Beachtung finden die vom ZEW monatlich veröffentlichten ZEW-Konjunkturerwartungen. Sie sind ein wichtiger Frühindikator für die konjunkturelle Entwicklung in Deutschland. Abgefragt werden aber auch die Erwartungen für die Eurozone, Japan, Großbritannien und die USA.

## Finanzierung und Gremien

### Finanzierung
Die Finanzierung des ZEW erfolgt zum größten Teil aus Mitteln des Landes Baden-Württemberg sowie seit dem Jahr 2005 aus der Bund-Länder-Finanzierung; diese institutionelle Förderung betrug im Jahr 2024 63 %. Drittmittel (inklusive „sonstiger Erträge“) machten 34 % aus. Die restlichen 3 % sind Rücklagen. Die Drittmittel des Instituts stammen zu 43 % von Bund und ausländischen Ministerien, 9 % von den Bundesländern, 26 % von Stiftungen, der Deutschen Forschungsgemeinschaft (DFG) und wissenschaftlichen Einrichtungen, 16 % von Unternehmen und Verbänden und zu 6 % von Institutionen der Europäischen Union.

### Aufsichtsrat
- Vorsitzender: Hans Reiter
- Stellvertretende Vorsitzende: Ines Ploss[11]
- weitere Mitglieder: Verena Amann, Elga Bartsch, Heiko Engling, Thomas Fetzer, Natalia Jaekel, Michael Kleiner, Ingrid Ott, Albrecht Schütte und Peter Winker[12]

### Wissenschaftlicher Beirat
- Vorsitzende: Nadine Riedel
- Stellvertretende Vorsitzende: Axel Ockenfels
- weitere Mitglieder: Özlem Bedre-Defolie, Jakob de Haan, Ottmar Edenhofer, Bernd Fitzenberger, Dietmar Harhoff, Jörg Rocholl, Monika Schnitzer, Leonie Sundmacher und Massimo Tavoni[13]

## Gebäude in L7 Mannheim
Der städtebauliche Entwurf wurde von dem Mannheimer Architekturbüro Carlfried Mutschler und Partner Joachim Langner, Christine Mäurer und Ludwig Schwöbel entwickelt. Die architektonische Gestaltung wurde vom Nachfolgebüro Ludwig Schwöbel und Christine Mäurer erarbeitet. Das Gebäude erhielt die Auszeichnung guter Bauten vom Bund Deutscher Architekten BDA und die Auszeichnung Vorbildliches Bauen von der Architektenkammer Baden-Württemberg. Es ist in der Buchreihe Mannheim und seine Bauten 1907–2007, Band 3, und im Architekturführer Mannheim veröffentlicht.